# کن اوئه‌هارا
کن اوئه‌هارا (به ژاپنی: 上原謙 Uehara Ken)؛ ( ۷ نوامبر ۱۹۰۹ – ۲۳ نوامبر ۱۹۹۱) بازیگر ژاپنی بود.
از فیلم‌هایی که وی در آن نقش داشته‌است، می‌توان به بانو چه چیز را فراموش کرد؟، ضیافت و خواهران مونکاتا اشاره کرد.